# Allen Walker
Allen Walker (ウォーカー アレン?, Walker Allen) è il protagonista della serie manga e anime D.Gray-man.

## Storia
Allen fu abbandonato dai suoi veri genitori a causa del suo braccio deforme. Fu trovato la notte di Natale da Mana Walker, che lo battezzò come Allen. 
Mana era un Pierrot poverissimo sempre in viaggio, e un giorno morì. L'anime pare indicare come Mana venne investito da un carro.
Allen, vittima della tragedia, ricevette la visita del Conte del Millennio, che gli propose di far ritornare in vita Mana.
Allen, accecato dal desiderio di rivedere il padre adottivo, lo richiama trasformandolo in un Akuma. Mana lo maledice, provocandogli una cicatrice all'occhio sinistro che lo accompagnerà per tutta la vita.
Intanto, l'Innocence di Allen viene risvegliata ed esorcizza Mana contro la volontà del ragazzo.
Arrivò quindi Marian Cross, che gli propose di diventare un esorcista. Allen accetta e diventa il suo discepolo, accompagnandolo in giro per il mondo. Dopo tre anni, Cross lascia il suo Golem, Timcampi, ad Allen, e, facendolo svenire, se ne va dicendogli di andare all'ordine oscuro. Una volta arrivato, per colpa del guardiano che nota il marchio sull'occhio sinistro infertogli da Mana, viene scambiato per un Akuma e attaccato dall'esorcista samurai Yu Kanda. Quando viene chiarito il malinteso Allen entra a far parte dell'Ordine Oscuro; qui fa la conoscenza degli scienziati, finders, la guardiana Hebraska, il supervisore dell'Ordine Komui Lee e della sorella, Lenalee Lee, con cui stringerà una grande amicizia (con il proseguire della storia tra i due nascerà anche qualcosa anche se non viene mostrato chiaramente). Nelle altre missioni Allen si farà amico dell'esorcista Lavi, della novizia Miranda Lotto e del vampiro succhia-Akuma Aleister Crowley III e scoprirà che gli Akuma non sono solo guidati dal Conte del Millennio ma anche dalla Famiglia Noah (di cui il Conte ne è il capo), nella quale è presente anche una ragazza di nome Road Kamelot che sembra avere una cotta per Allen.
Dopo alcune missioni  Allen scopre che il suo vecchio mentore, il generale Marian Cross, si trova ad Edo (nome antico di Tokyo), dove ha scoperto che il Giappone è il quartier generale del Conte. Partiti con una nave con al comando Anita, vecchia fiamma di Cross, vengono intercettati da uno sciame di Akuma che però si stanno concentrando ad attaccare un Caduto, vale a dire persone normali che sono state unite all'Innocence contro la loro volontà o esorcisti che hanno tradito la volontà di quest'ultima; Lenalee riconosce nel Caduto Souman Dark, un esorcista che conosce nell'Ordine. Allen salva Souman dalla sua autodistruzione di energia vitale ma l'esorcista viene ucciso da Tyki Mikk, un altro membro della Famiglia Noah, che dopo aver distrutto il Caduto fa lo stesso con l'Innocence di Allen, ovvero il braccio sinistro, per verificare se la sua fosse il Cuore dell'Innocence (ovvero l'Innocence che ne crea altra e se distrutta viene distrutta anche quella presente sulla Terra), ma non è così e Allen fa appena in tempo a dire a Timcampi di custodire l'Innocence di Souman e scappare. Tyki, allora, grazie ai suoi Golem cannibali, Tease, lascia in uno stato di agonia Allen, stremato per lo sforzo di salvare Souman; tuttavia per qualche strana ragione non muore e viene portato nel quartier generale della sezione asiatica dove fa amicizia con il capo Bak, la guardiana Fou, e quattro scienziati, tra cui una ragazza, Lou-Fa che dimostra subito una cotta per il giovane esorcista.
Nei giorni successivi Fou cerca di ripristinare l'Innocence di Allen con degli allenamenti ma sembra che niente funzioni, con molta sfiducia per Allen che non può aiutare i suoi amici a Edo. Ma la situazione cambia un giorno: Tyki Mikk, grazie ad una carta parlante, Cell Roron, che si occupa di cancellare i nomi delle vittime del suo padrone, capisce che Walker è ancora vivo e su ordine del Conte del Millennio manda un Akuma di terzo livello con uno speciale portale, l'Arca di Noè, a finire il suo lavoro; grazie all'Arca l'Akuma si teletrasporta nella sezione asiatica e la distrugge in buona parte, mette K.O Fou e sta per uccidere anche Allen quando questi fa un patto con la sua Innocence: avrebbe dedicato la sua vita sia a proteggere gli umani che a liberare gli Akuma. L'Innocence di Allen si evolve con il nome di "Crown Clown" e grazie a questa nuova forma Allen libera l'anima dell'Akuma. Usando poi l'Arca di Noè per arrivare a Edo salva Lenalee dal Conte del Millennio e insieme agli altri sconfigge degli Akuma giganti. Ma Lenalee viene intercettata da Lero, il Golem del Conte, che teletrasporta tutti sulla vera Arca di Noè. Qui il gruppo, con alla guida Lero "addomesticato", si divide per sfidare i membri della Famiglia Noah mentre Allen, Lenalee, Lavi e Chaoji incontrano Road e Tyki. Ne nasce un altro scontro tra l'esorcista e il Noah nel quale Allen porta la sua Innocence oltre il 100%, creando con il suo braccio sinistro una spada esorcizzante che annulla il Noah dentro Tyki, con grande sorpresa e paura di Road che per vendetta attacca Allen, ma Lavi la tiene impegnata e Allen può esorcizzare anche lei. Ma poi Tyki libera il vero potere del suo Noah e mette in seria difficoltà i ragazzi se non che, tra lo stupore di Allen compare Marian Cross che indebolisce Tyki e sta per finirlo quando il Conte del Millennio lo salva, portandosi via anche Lero. Cross spiega che il Conte vuole spostare i dati della vecchia Arca dentro una nuova per spostarsi in tutto il mondo, e con una magia manda Allen in una stanza dove vede un pianoforte e uno specchio nel quale non si riflette lui ma un'altra persona, più precisamente un Noah, il Quattordicesimo, che però, per qualche strana ragione, aiuta Allen ad interrompere il download, usando il pianoforte (l'unico strumento che comanda l'Arca) e a mandare in fumo i piani del Conte del Millennio.
In seguito, avendo fatto rapporto dell'accaduto a Edo e portato insieme agli altri l'Arca di Noè sopra la sede dell'Ordine Oscuro e l'uovo Akuma, che è composto da Materia Nera, nei sotterranei per studiarlo, Cross accetta la condizione del cancelliere Malcom C. Leverrier di sorvegliare Allen, l'unico che sembra controllare l'Arca, da un suo sottoposto, Link. Per un po' di tempo però le cose sembrano andare per il meglio, anche se Allen è infastidito non solo per la presenza di Link che lo segue in ogni posto, ma anche per il Quattordicesimo, che si materializza accanto al riflesso del ragazzo negli specchi. Un giorno però gli Akuma, comandati da Lulubel, altro membro della Famiglia Noah, che vuole riprendersi l'uovo, necessario al Conte per fabbricare Akuma, organizzano un'imboscata e riescono ad entrare nell'Ordine. La battaglia è cruenta ma l'intervento di tutti i generali, di Allen e dei suoi amici assicura la vittoria agli esorcisti; ma un Akuma si evolve ulteriormente diventando di quarto livello che è incredibilmente potente, tant'è che sbaraglia con facilità i generali e Allen e si dirige verso la sala di Hebraska per distruggere l'Innocence che la guardiana ha dentro di sé. Ma in extremis Lenalee riacquista la sua Innocence con il tipo Cristallo e con Allen e Cross riescono a distruggere l'ultima minaccia. Il giorno dopo Allen Walker viene trasferito in un altro ordine ma non dimenticherà i suoi amici, ne la sua lotta contro gli Akuma e il Conte del Millennio.

## Aspetto e personalità
Allen Walker è un ragazzo quindicenne con i capelli bianchi, sull'occhio sinistro è presente la cicatrice infertagli da Mana, con sopra una stella rovesciata, e il braccio sinistro caratterizzato da una  pelle rosso cremisi con una croce nella mano, e delle lunghe unghie. Quando usa la forma Crown Clown i capelli diventano dritti e il braccio diventerà nero, la croce sulla mano sparirà e al posto suo ci sarà un simbolo raffigurante essa, e sulla spalla comparirà un altro simbolo.
Allen è di sicuro il personaggio più innocente: infatti è caratterizzato dal fatto di salvare sia gli umani dagli Akuma che gli Akuma stessi dalla loro stessa esistenza, essendo esseri con l'anima intrappolata; da quando ha trasformato suo padre in un Akuma e viaggiato con il generale Marian Cross ha potuto sapere che gli Akuma sono esseri nati dalla disperazione degli umani grazie al Conte del Millennio, e che anche se sembrano distruttivi e senza cuore in realtà l'anima che c'è al loro interno soffre per la loro seconda misera vita. Quando svolge la missione del fantasma di Matera con Kanda si autodefinisce un "distruttore del bene". Quando mangia è molto ingordo, per via della sua natura di avere un'arma anti-Akuma di tipo parassita (il braccio sinistro). Con gli altri personaggi (ad eccezione di Kanda con cui condivide una rivalità) ha una profonda amicizia nella quale tutti credono in lui. È molto deciso nel proteggere le persone a lui care, anche al costo della sua vita.

## Poteri e abilità
Allen Walker è un esorcista con un'arma di tipo parassita, cioè un'arma anti-Akuma simbiotica, il braccio sinistro deforme: inizialmente, da questo stato normale, si può trasformare in un braccio d'acciaio, molto voluminoso, con degli artigli o, in alternativa, in un cannone. Dopo l'evoluzione in Crown Clown il braccio sinistro rimane uguale, l'unica cosa che cambia sono le unghie che diventano lunghi artigli d'acciaio; il braccio destro, inoltre, diventa interamente bianco e può generare delle corde con il potere dell'Innocence; compaiono anche un mantello bianco e una maschera, simile a quella del Carnevale di Venezia, che sembrano per lo più dotati di volontà proprie. Dopo che Allen porta la sua Innocence oltre il 100%, può staccare il suo braccio sinistro e trasformarlo in un'enorme spada bianca con una croce nera, che ha il potere di esorcizzare i demoni, ma che non ha effetto sugli esseri umani. L'occhio sinistro gli permette di riconoscere gli Akuma quando utilizzano le spoglie umane; dopo la missione nel castello di Crowley il potere dell'occhio aumenta diventando un monoloco con la capacità di percepire gli Akuma da grandi distanze.  Caratteristica molto particolare è quella di avere la memory del Quattordicesimo dentro di sé e, grazie al suo "aiuto", di spostare l'Arca di Noè tramite un pianoforte bianco.